# Gurzhiïta
La gurzhiïta és un mineral de la classe dels sulfats. Rep el nom en honor del mineralogista i cristal·lògraf rus, el Dr. Vladislav V. Gurzhiy (Владислав Васильевич Гуржий), per les seves contribucions a la mineralogia i la cristal·lografia de l'urani.

## Característiques
La gurzhiïta és un sulfat de fórmula química Al(UO₂)(SO₄)₂F(H₂O)₆·4H₂O. Va ser aprovada com a espècie vàlida per l'Associació Mineralògica Internacional l'any 2022, sent publicada en el mes de maig del mateix any. Cristal·litza en el sistema triclínic.
L'exemplar que va servir per a determinar l'espècie, el que es coneix com a material tipus, es troba conservat a les col·leccions del Museu Mineralògic Fersmann, de l'Acadèmia de Ciències de Rússia, a Moscou (Rússia), amb el número de registre: 5756/1.

## Formació i jaciments
Va ser descoberta al dipòsit d'urani de Lermontovskoe, a Pyatigorsk (Krai de Stàvropol, Rússia), seny aquest l'únic indret de tot el planeta on ha estat descrita aquesta espècie mineral.